# Ptolémée III
Pour les articles homonymes, voir Ptolémée (homonymie).
Ptolémée III Évergète Ier  (le « Bienfaiteur »), en grec ancien Πτολεμαῖος Εὐεργέτης / Ptolemaios Euergetes, est roi d'Égypte et pharaon de la dynastie lagide. Il est le fils de Ptolémée II Philadelphe, auquel il succède, et d'Arsinoé Ire. Sa date de naissance est située entre 285 et 275 av. J.-C. Il meurt en 222 av. J.-C. Il s'oppose aux Séleucides durant la troisième guerre de Syrie, marchant jusqu'à Babylone, et intervient dans les affaires de Grèce en s'alliant à la Ligue achéenne puis à Sparte. Son règne marque l'apogée territorial de l'Égypte lagide.

## Biographie

### Début du règne
Ptolémée III est né entre 285 et 275 av. J.-C. (la date de v. 284/282 est parfois avancée). Selon les calculs de Pieter Willem-Pestman[réf. nécessaire], Ptolémée III est couronné pharaon en janvier 246, au mois Khoiak de la saison Akhet dans le calendrier égyptien. Il reçoit de son vivant, ainsi que son épouse Bérénice II, l'épithète cultuelle d'Évergète (« Bienfaiteur ») selon des notions politiques typiquement grecques.

### Troisième guerre de Syrie
À l'été 246 av. J.-C, Ptolémée III déclenche contre Séleucos II la troisième guerre de Syrie, ou « guerre laodicéenne », pour venger l'assassinat de sa sœur Bérénice Syra par Laodicé Ire, première épouse d'Antiochos II qui en a divorcé pour épouser Bérénice. L'armée lagide remporte d'importantes victoires contre l'armée séleucide en Syrie : Ptolémée III occupe Antioche après un débarquement et mène campagne ensuite en Mésopotamie, atteignant même Babylone. Une inscription en grec, trouvée à Adulis, stipule que Ptolémée III s'est rendu maître d'une grande partie de l'empire séleucide. Parvenu à Babylone, il aurait en effet pu recevoir l'allégeance de gouverneurs des provinces iraniennes. Mais ces victoires sont éclipsées par la perte des Cyclades au profit d'Antigone II Gonatas, allié aux Séleucides, après la bataille d'Andros. Ptolémée III aurait ramené de cette campagne asiatique un important butin constitué de statues égyptiennes enlevées par le roi achéménide Cambyse II pour les restituer à des sanctuaires, ce qui lui aurait valu l'épithète d'Évergète (« Bienfaiteur »).
Ptolémée III est rapidement rappelé en Égypte à cause de troubles intérieurs, mais cela pourrait n'être qu'un prétexte face à l'avancée de Séleucos II qui reprend pied en Babylonie dès 245. Ptolémée III perd rapidement les territoires conquis en Asie, mais il semble qu'il n'ait pas cherché à les défendre face à l'ampleur de la tâche. L'offensive de Séleucos vers la Cœlé-Syrie est brisée par la sécession de son frère Antiochos Hiérax en Anatolie (v.  242). Mais la conjonction des deux frères pousse Ptolémée III à conclure une paix en 241. Il reçoit des territoires sur la côte nord de Syrie, dont Séleucie de Piérie, le port d'Antioche, qui restera lagide jusqu'à l'avènement d'Antiochos III, ainsi qu'en Anatolie, notamment en Cilicie, en Pamphylie et en Ionie. Ptolémée III s'installe également en Thrace et dans les détroits hellespontiques probablement dans le contexte de ce conflit. Cette victoire, même amputée par la perte des territoires conquis de manière inattendue en Asie, permet de porter le royaume lagide à l'apogée de sa puissance grâce au contrôle de nouvelles bases maritimes.

### Interventions en Anatolie et en Grèce
Ptolémée III tire profit de la guerre fratricide entre Séleucos II et Antiochos Hiérax pour consolider ses positions en Anatolie, en Thrace et dans les détroits hellespontiques. Dans ce même contexte, il semble s'être rapproché du roi de Pergame Attale Ier. Par ailleurs, il garde en captivité à Alexandrie le prince séleucide Andromaque, beau-père de Séleucos II, qui lui a été livré par Attale. Il se place en protecteur d'Athènes après sa libération de la tutelle macédonienne en 229. Il aurait été à l'origine de la construction du gymnase du Ptolémaion même s'il est possible que ça soit Ptolémée VI qui en soit à l'origine. Il est un allié de la Ligue achéenne alors en pleine expansion dans le Péloponnèse ; mais occupé par la troisième Guerre de Syrie, il n'intervient qu'indirectement dans le conflit qui oppose les Achéens aux Étoliens alliés à la Macédoine. Mais durant la guerre cléoménique, il choisit le parti de Sparte dans le but d'affaiblir la puissance macédonienne. Le traité d'alliance avec Cléomène III comporte une clause particulière montrant que le roi de Sparte n'est qu'un instrument des ambitions lagides : il doit livrer en otage à Ptolémée III sa mère et ses enfants. Durant le conflit Ptolémée III n'envoie que des fonds aux Spartiates ; quand il décide de les suspendre et de pousser les Spartiates à la paix, Cléomène III attaque frontalement les Macédoniens mais il est vaincu à la bataille de Sellasie en 222 et finit par trouver asile à Alexandrie. Des négociations secrètes ont bien eu lieu entre Ptolémée III et Antigone III Doson, alors que le royaume lagide commence à rencontrer des difficultés financières et qu'Antiochos III entreprend de reconquérir l'Anatolie aux dépens des Attalides, faisant craindre un redressement séleucide qui aurait pu menacer la Cœlé-Syrie.

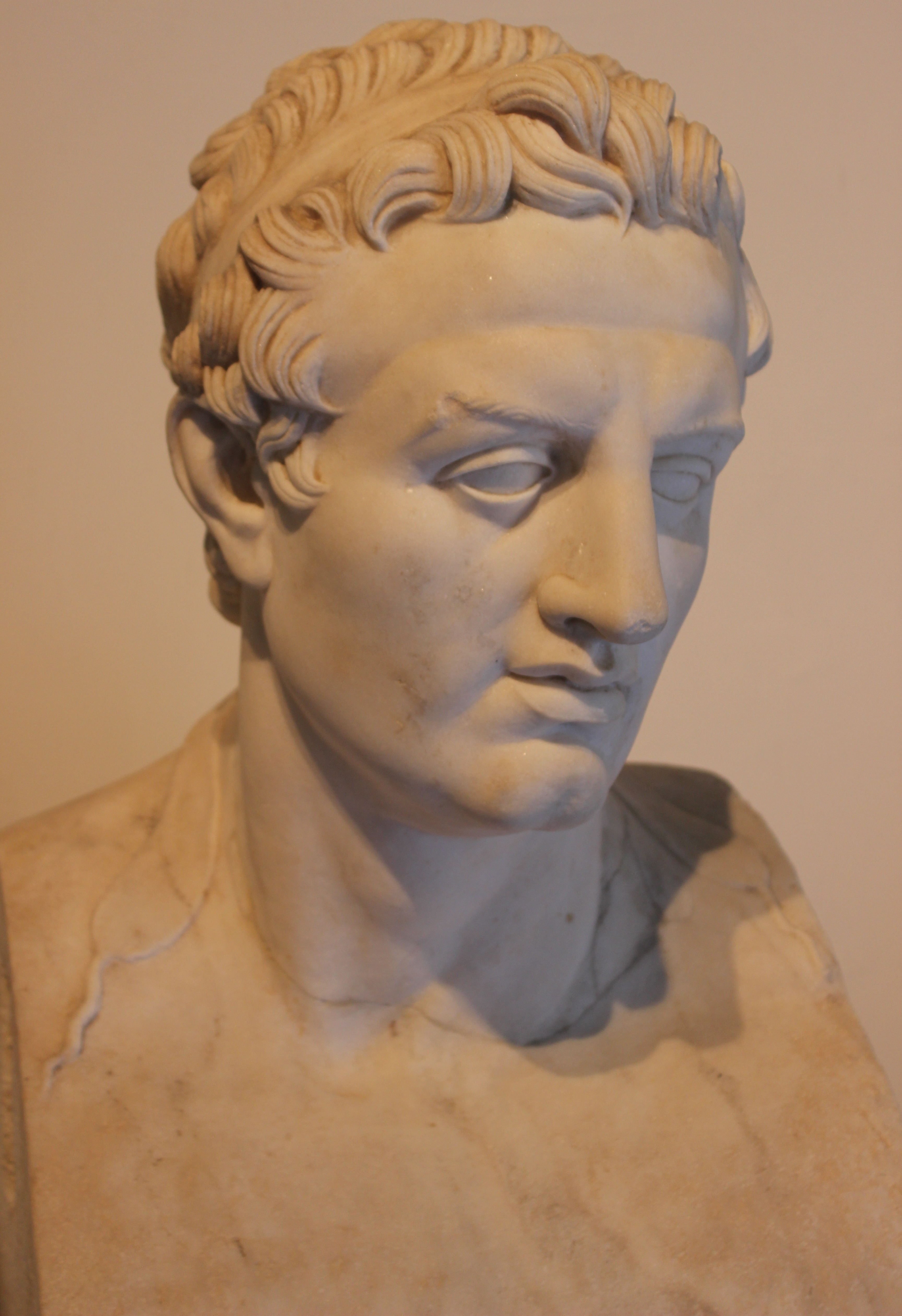
Buste de Ptolémée III, copie romaine provenant d'Herculanum, Musée archéologique national de Naples.

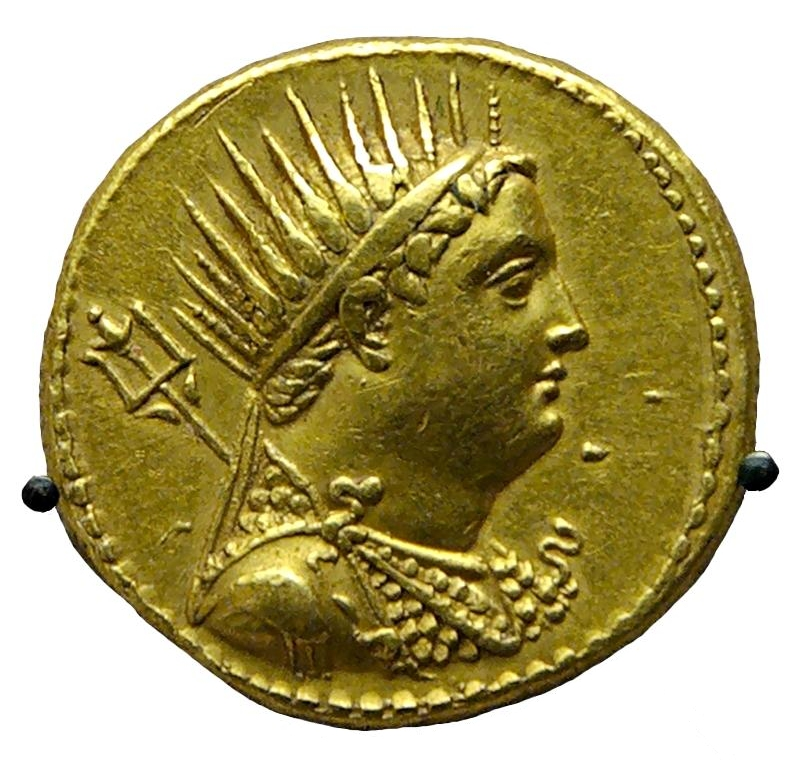
Octadrachme d'or à l'effigie de Ptolémée III, British Museum.

Il meurt en novembre ou décembre 222 de mort naturelle, peu de temps après l'arrivée de Cléomène III ; son fils Ptolémée IV lui succède.

### Difficultés financières du royaume lagide
Durant les dernières années de règne de Ptolémée III, la situation sociale et financière commence à se détériorer en Égypte. Les irrégularités dans la teneur en argent des monnaies de l'époque montrent un certain appauvrissement, alors qu'une inflation des prix est attestée. Des troubles intérieurs et un déclin dans l'organisation économique auraient pu amener une baisse des profits du commerce extérieur, alors que les dépenses générées par la troisième guerre de Syrie sont considérables. La guerre cléoménique et les troubles en Grèce auraient également pu nuire à l'exportation du blé égyptien. Enfin une baisse des tributs versés par les territoires extérieurs, notamment en Anatolie, pourrait être une dernière explication à l'appauvrissement du trésor lagide. Le royaume connaît un début d'agitation indigène, qui culminera sous le règne de Ptolémée IV après la bataille de Raphia, et un durcissement dans l'administration de la part des Grecs.
À cause d'un grave épisode de sécheresse qui occasionne des problèmes d'approvisionnement, Ptolémée III fait acheter à grand frais du blé à Chypre et en Syrie-Phénicie.
Cet état financier du royaume lagide explique la faiblesse du recrutement militaire au moment de la quatrième guerre de Syrie, déclenchée par Antiochos III en 219, et le fait que Ptolémée IV ait dû lever une armée recrutée en grande partie parmi les populations indigènes.

### Constructions cultuelles
Ptolémée III a financé de nombreux projets de construction de temples à travers l'Égypte. Le plus important d'entre eux est le temple d'Horus à Edfou, l'un des chefs-d'œuvre de l'architecture des temples égyptiens antiques et le mieux conservé de tous les temples égyptiens. Le roi entame sa construction le 23 août 237 av. J.-C. Les travaux se sont poursuivis pendant une partie de l'époque ptolémaïque : le temple principal a été achevé sous le règne de Ptolémée IV en 231, le complexe complet n'étant achevé qu'en 142. D'autres travaux de construction ont eu lieu sur divers sites, notamment (du nord au sud) :

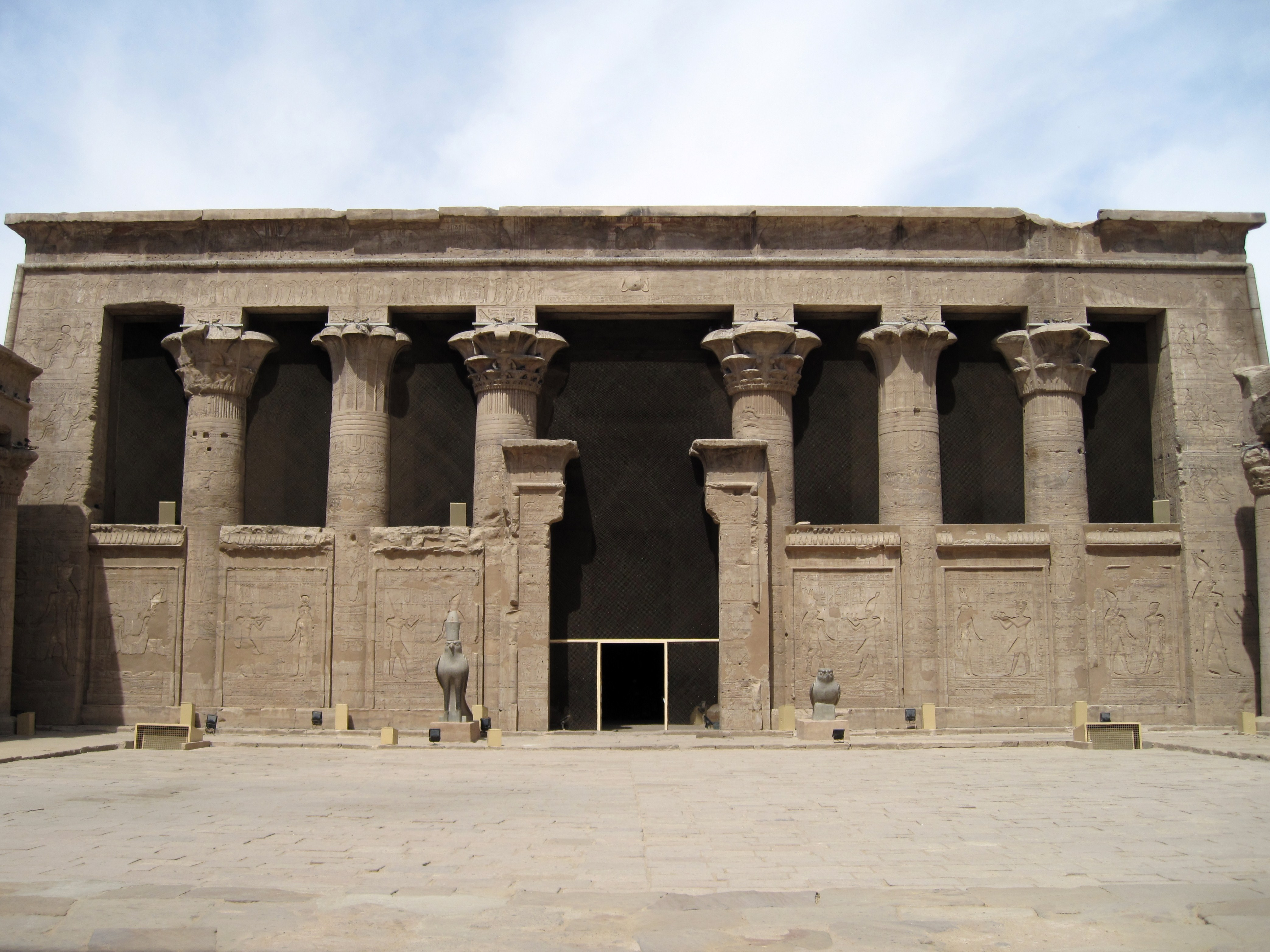
Le temple d'Horus à Edfou.

- Le Sérapéum d'Alexandrie pour accueillir le culte de Sarapis ;
- Le temple d'Osiris à Canope ;
- Les travaux décoratifs sur le temple d'Isis à Behbeit El-Hagara ;
- Le lac sacré dans le temple de Montou à Médamoud ;
- La porte dite de « Ptolémée III » dans le temple de Khonsou ;
- Les travaux décoratifs sur le temple de Taouret à Karnak ;
- Le temple de Khnoum à Esna ;
- La maison natale dans le temple d'Isis à Philæ.

### Vie intellectuelle sousPtoléméeIII
Ptolémée III a poursuivi la politique culturelle de son prédécesseur, Ptolémée II. La bibliothèque d'Alexandrie est complétée par une seconde bibliothèque construite dans le Sérapéum. Il est rapporté par Claude Galien qu'il a fait saisir et copier chaque livre déchargé dans les docks d'Alexandrie, rendant les copies à leurs propriétaires et gardant les originaux pour la bibliothèque. Il est aussi rapporté qu'il a emprunté les manuscrits originaux d'Eschyle, de Sophocle et d'Euripide à Athènes, préférant perdre la caution considérable qu'il a payée afin de les conserver dans la bibliothèque. Le savant le plus distingué de la cour est alors le mathématicien et géographe Ératosthène, connu pour son calcul remarquablement précis de la circonférence de la Terre. Celui-ci devient le précepteur de Ptolémée IV puis le directeur de la bibliothèque d'Alexandrie. D'autres savants éminents résident à Alexandrie comme les mathématiciens Conon de Samos et Apollonios de Perga.

## Généalogie
Ptolémée III épouse en 246 Bérénice II, fille de Magas, roi de Cyrène et demi-frère de Ptolémée II. Ptolémée III et Bérénice II ont été fiancés sous le règne de Ptolémée II, à une date inconnue, afin de sceller la réconciliation entre les deux frères. Ce mariage permet de réunir la Cyrénaïque à l'Égypte malgré les manœuvres d'Apama II, veuve de Magas.
De leur union naissent six enfants : Arsinoé III, Bérénice, Lysimaque (ou Antialcidas), Alexandre, Magas et Ptolémée IV qui lui succède et fait assassiner sa mère au début de son règne.